# Nicasio del Castillo y Guzmán
Nicasio del Castillo y Guzmán (auch Nicasio del Castillo Guzmán, * 1816; † 1884) war vom 13. August 1856 bis zum 14. September 1856 einer von drei um die Macht streitenden Präsidenten von Nicaragua.

## Leben
Nicasio del Castillo y Guzmán war Mitglied des konservativen, von Großgrundbesitzern gestützten Partido Legitimista, der mit dem wirtschaftsliberalen, vor allem von Kaufleuten gestützten Partido Democrático um die Vorherrschaft kämpfte. 1855 eskalierte der Konflikt in einem Bürgerkrieg, in den als Dritter der US-amerikanische Abenteurer und Söldnerführer William Walker eingriff. In dieser Zeit gehörte Castillo y Guzmán dem Kabinett von José María Estrada an, einem der konkurrierenden Präsidenten. Estrada sah sich als den legitimen Präsidenten Nicaraguas und widersetzte sich den Gegenregierungen von Walker und von dessen zeitweiligem Partner Patricio Rivas.

### Präsidentschaft
Castillo y Guzmán übernahm im Auftrag des legitimistischen Lagers übergangsweise die Präsidentschaft, nachdem José María Estrada am 13. August 1856 ermordet worden war. Der nicaraguanische Historiker Eddy Kühl nannte Castillo y Guzmán einen „Presidente sinsaculado“ (soll heißen: „desinsaculado“, d. h. einen „aus dem Sack gezogenen“ Präsidenten), da dieser wohl nicht als die erste Wahl galt und überraschend auf die Bühne gehoben wurde.
Castillo y Guzmán machte Matagalpa zum Sitz seiner provisorischen Regierung. In dieser Stadt schlossen Vertreter des Partido Legitimista und des Partido Democrático am 12. September 1856 den Pacto Providencial (Providentieller Pakt, auch Pacto de Matagalpa genannt), durch den sie sich gegen Walker verbündeten.

### Die Schlacht von San Jacinto
Derweil rückten etwa 300 Söldner unter dem Kommando des US-amerikanischen Kaufmanns Byron Cole auf Matagalpa vor. Cole war auch derjenige, der Walker nach Nicaragua geholt hatte. Ihnen stellten sich etwa 160 nicaraguanische Soldaten unter dem Befehl von Oberst José Dolores Estrada Vado entgegen, um Matagalpa zu verteidigen. Am 14. September 1856 kam es im Municipio Tipitapa zur Schlacht um die Hacienda San Jacinto (welche häufig mit der mexikanischen Schlacht von San Jacinto verwechselt wird). Die nicaraguanischen Truppen schlugen die US-Söldner, Cole fiel. Ausschlaggebend für den Sieg waren Soldaten des Ejército del Septentrión (Nordarmee), zu deren Oberbefehlshaber Castillo y Guzmán General Tomás Martínez Guerrero ernannt hatte. Es waren zumeist Indígenas aus dem Norden des Landes, die nicht für legitimistische oder für liberale Prinzipien kämpften, sondern gegen die von Walker angedrohte Versklavung und den Raub ihrer Äcker.
Diese Schlacht war das herausragende Ereignis in Castillo y Guzmáns kurzer Amtszeit und zugleich deren Ende. Noch am Tag des Sieges wurde eine neue Regierung gebildet, wie zwei Tage zuvor im Pacto Providencial vereinbart. Patricio Rivas wurde zum Präsidenten ausgerufen bzw. – je nachdem, wie man seine Legitimität bis dato beurteilt hatte, – bestätigt; Castillo y Guzmán musste seinen Posten als (Gegen-)Präsident räumen; er wurde zum Kriegsminister ernannt.